# Carl Ditters von Dittersdorf

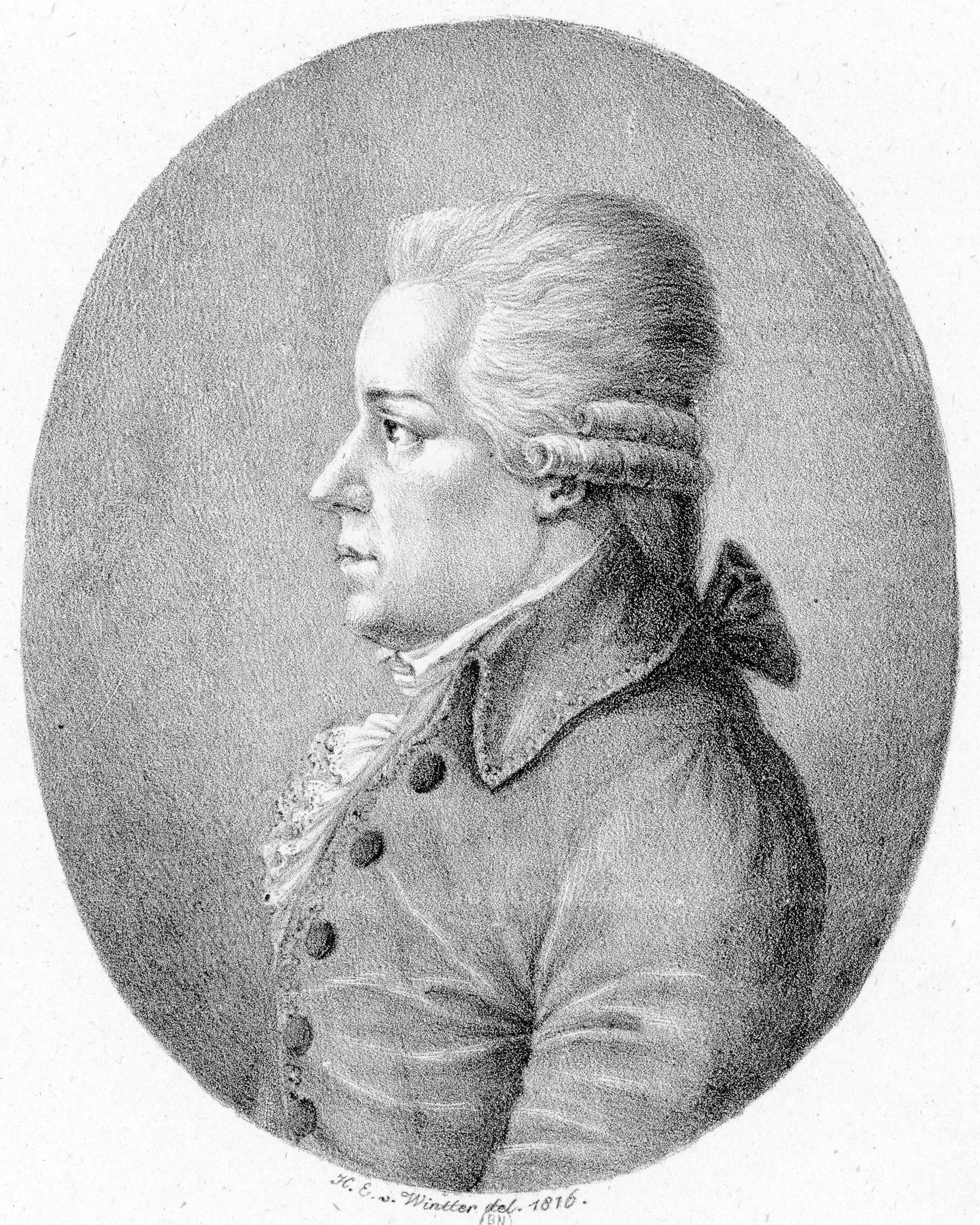
Carl Ditters von Dittersdorf

Carl Ditters von Dittersdorf, ursprungligen Ditters, född 2 november 1739 i Wien, död 24 oktober 1799, var en österrikisk kompositör och violinist.
Han tog fiollektioner av Giuseppe Trani och kompositörslektioner av Giuseppe Bonno i Wien. 1761 anställdes han vid hovorkestern i Wien men övertog redan 1765 Michael Haydns ställning som kapellmästare hos biskopen av Grosswardein och från 1769 hos furstbiskopen av Breslau i Johannisberg. Han adlades von Dittersdorf 1773. Sina främsta verk skrev von Dittersdorf under upprepade korta uppehåll i Wien, såsom operorna Doktorn och apotekaren (Doktor und Apotheker) (1786), Lieben im Narrenhaus (1787), Hieronymus Knicker (1787) och Rotkäppchen (1788). Han skrev dessutom oratorierna Esther, Isaak och Hiob. Utöver dessa verk skrev von Dittersdorf en rad andra operor och oratorier, mässor och kantater, 12 orkestersymfonier över Ovidius Metamorfoser (1785) och 100 andra symfonier, divertimenti, kassationer och en stor mängd kammarmusik. Han skrev dessutom ett par musikestetiska skrifter och en självbiografi.
Hans verk uppförs inte ofta idag men han var välkänd under sin levnadstid och är fortfarande en viktig kompositör inom den klassiska eran. Hans två kontrabaskonserter är en välkänd del av repertoaren för instrumentet och används ibland som obligatoriskt stycke vid provspelningar till professionella orkestrar.

## Verk i urval

### Orkestermusik
- Sinfonia nel gusto di cinque nazioni (Paris, 1767)
- 6 symfonier, Op.1 (Amsterdam 1768?)
- 6 symfonier, Op.4 (Paris 1769?)
- The Periodical Ouverture (London, 1769)
- 3 symfonier, Op.5 (Paris 1769?)
- Symphonies Périodiques (Amsterdam, 1770–72)
- 3 symfonier Op.6 (Paris 1773?)
- 4 symfonier Op.7 (Paris 1773?)
- 3 symfonier Op.8 (Paris 1773?)
- 6 symfonier Op.13 (Paris 1781)
- 3 symphonies exprimant 3 métamorphoses d'Ovide: Les 4 âges du monde, La chûte de Phaéton, Actéon changé en cerf (Wien, 1785)
- Grosses Concert per 11 strum. (1766)
- 18 violinkonserter
- 3 konserter för två violiner
- 5 violakonserter
- 1 cellokonsert
- 2 kontrabaskonserter
- 1 konsert för viola och kontrabas
- 1 pianokonsert
- 5 cembalokonserter
- 5 oboekonserter
- 1 konsert för oboe d'amore

### Kammarmusik
- 6 stråkkvartetter (1789)
- 6 sonater för två violiner och en viola, Op.2 (Amsterdam, s. d.)
- 6 trios för två violiner och bas, Op.6 (Paris 1771)
- 3 stråktrios
- 136 pianostycken
- 2 duos för violiner
- 14 duos för violin och bas
- 6 stråkkvintetter (1782)
- 4 serenader för två horn och stråkar
- 5 kassationer
- 15 divertimenti

### Operor
- Amore in Musica (Grosswardein 1767)
- Arcifanfano, rè de’ Matti (Johannisberg 1774, Eszterházy 1776)
- 25 000 Gulden oder im Dunkeln ist gut munkeln (Wien 1785)
- Doktorn och apotekaren (Doktor und Apotheker) (Wien 1786)
- Betrug durch Aberglauben (Wien 1786)
- Die Liebe im Narrenhaus (Wien 1787)
- Das rote Käppchen (Wien 1788)
- Hieronymus Knicker (Wien 1789)
- Das Gespenst mit der Trommel (Oels 1794)
- Don Quixote der Zweyte (Oels 1795)
- Die lustigen Weiber von Windsor (Oels 1796)

### Oratorier
- Isacco figura del Redentore (Grosswardein, 1766)
- Davide penitente (Johannisberg, 1770)
- La Liberatrice del Popolo Giudaico nella Persia, o sia l’Esther (Wien, 1773)
- Giobbe (Wien, 1786)

### Kyrkomusik
- 16 mässor
- 11 offertorier
- 8 litanior
- 1 requiem